# Iglesia de la Encarnación (Huétor Santillán)
La iglesia parroquial de Nuestra Señora la Encarnación es una iglesia parroquial de la localidad española de Huétor Santillán, Granada.

## Historia
Se construyó en 1550, sobre una antigua mezquita, se elevo a parroquia en 1585, como muchas otras de la provincia de Granada. En la rebelión de los moriscos en las Alpujarras se quemó, y tuvo que ser prácticamente reconstruida, concluyéndose estas obras hacia 1619, momento en el que fue visitada por Ambrosio Vico. Durante este siglo XVII se incorporan los altares, según los archivos documentales el Altar Mayor proviene de la Iglesia de San Andrés de Granada. En 1766 el maestro José López reparó las paredes y la armadura. Durante la Guerra Civil fue bombardeada aunque solo un proyectil alcanzó su interior, produciendo daños en el artesonado.

## Descripción
Es de estilo mudéjar, con planta de una sola nave cubierta por armadura de limas Mohamares. En su interior se conservan importantes piezas escultóricas, tallas de madera policromada, entre las que destacan las atribuidas a José Risueño, San Juanito, Inmaculada Concepción y Virgen del Rosario. También se conservan pinturas al óleo de interés, así como piezas de orfebrería.